# 马尔科·法尔科内
马尔科·法尔科内（義大利語：Marco Falcone，1959年2月19日—），意大利前男子击剑运动员。他曾代表意大利参加1980年夏季奥林匹克运动会击剑比赛男子个人重剑项目。